# Opius jacobi
Opius jacobi är en stekelart som beskrevs av Fischer 1964. Opius jacobi ingår i släktet Opius och familjen bracksteklar. Inga underarter finns listade i Catalogue of Life.